# Konzentrator
Ein Konzentrator ist allgemein eine technische Vorrichtung, die etwas zusammenfasst, bündelt beziehungsweise verdichtet.

## Optik
Ein Konzentrator in der Optik soll Licht mit hoher Effizienz auf einer möglichst geringen Fläche konzentrieren, also eine hohe Bestrahlungsstärke erzielen. Es ist dabei nicht notwendig, ein Bild der Lichtquelle zu erzeugen. Es werden hierzu abbildende optische Funktionselemente wie Sammellinsen und  Hohlspiegel, aber auch nicht-abbildende optische Funktionselemente wie Prismen oder Kegel verwendet, sowie auch Konstruktionen, die die Totalreflexion nutzen.
Optische Konzentratoren werden heute beispielsweise für Solarwärmekraftwerke und Photovoltaikmodule eingesetzt.

## Verfahrenstechnik
In der Verfahrenstechnik dient ein Konzentrator dazu, in einem Stoffgemisch den Anteil einer Komponente zu vergrößern.

## Netzwerktechnik
In der Netzwerktechnik versteht man unter einem Konzentrator ein Gerät, das mehrere Leitungen einer bestimmten Bandbreite auf eine Leitung größerer Bandbreite zusammenfasst und umgekehrt. Es ist sozusagen eine Multiplexer-Funktionalität.
Man findet den Begriff im Zusammenhang mit „remote access“. In einem „remote access concentrator“ werden mehrere, vergleichsweise schmalbandige ISDN oder V.90 (56k) Leitungen an ein LAN mit weit größerer Bandbreite (10 oder 100 Mbit/s) angebunden.

## Vermittlungstechnik
In einer Vermittlungsstelle bezeichnet man als Konzentrator ein Koppelfeld, das eine große Zahl von Eingangsleitungen auf eine deutlich geringere Anzahl von Ausgangsleitungen reduziert.
Im Zugangsnetz von Telefonnetzen bezeichnet man die mit abgesetzte periphere Einheit bezeichneten Netzelemente als Konzentratoren.